# Tatsuhisa Suzuki
Tatsuhisa Suzuki (鈴木達央 Suzuki Tatsuhisa?,  Ichikawa, Prefectura de Chiba, Japón, 11 de noviembre de 1983) es un actor de voz y cantante japonés. Es conocido por sus numerosos papeles en series de anime, entre los cuales se destaca el de Makoto Tachibana en la franquicia de Free!, así como también por ser el ex-vocalista de la banda Oldcodex, bajo el nombre artístico Ta_2.

## Vida personal
El diario Shūkan Bushun informó que Suzuki se comprometió con la cantante LiSA en mayo de 2019. En enero de 2020, los dos revelaron públicamente su relación y anunciaron que se habían casado. El 25 de abril de 2023, su esposa LiSA anunció el nacimiento de su primer hijo en una publicación de Instagram. 
El 4 de agosto de 2021, Suzuki hizo una pausa debido a problemas de salud, luego de un informe publicado el 30 de julio por Shūkan Bunshun que alegaba que estaba involucrado en una relación extramatrimonial con una compañera de trabajo. El mismo informe también alegó que Suzuki posiblemente había violado acuerdos de confidencialidad durante el asunto con respecto a la música en la que él y Oldcodex habían estado trabajando para otras series de anime. El 30 de agosto de 2021, Suzuki emitió un comunicado disculpándose por su "comportamiento descuidado".  Como resultado de la pausa, se retiró de Ultraman. También fue refundido en Kikai Sentai Zenkaiger, las bonificaciones del CD de la adaptación del juego My Next Life as a Villainess: All Routes Lead to Doom!, Pokémon Journeys: The Series, Alchemy Stars, The Misfit of Demon King Academy y Tokyo Revengers. Sin embargo, Kyoto Animation confirmó que no lo reemplazarían en Free!.

## Filmografía

### Anime
- 91 Days - Volpe
- Aishiteruze Baby - Kazuhiro Tsuchiya
- Alice in Borderland (OVA) - Daikichi Karube
- Ao no Exorcist - Satán
- Arata Kangatari - Akachi
- Akkun to Kanojo - Atsuhiro "Akkun" Kgari
- Best Student Council - Estudiante Hombre 2 (ep 10)
- Baka to Test to Shōkanjū - Yūji Sakamoto
- Baki Hanma Season 2 - Shiba Chiharu
- Bakugan Battle Brawlers: Gundalian Invaders - Linus
- Beyblade Metal Fury - Chris
- Black Clover - Zenon Zogratis
- Bleach - Shinigami (ep. 53)
- Blend S - Kōyō Akizuki
- Blood-C - Tokizane Shin'ichirō
- Bōkyaku Battery (ONA) - Aoi Tōdō
- Case File nº221: Kabukicho - Sugimoto
- Chiruran: Nibun no Ichi - Hijikata Toshizō
- Cluster Edge -  No. 1 (Chrome Team)
- D.N.Angel  - Masahiro Sekimoto
- Dagashi Kashi - Tō Endō
- Dance with Devils - Roen, the cerberus
- Dear Boys - Tsutomu Ishii
- Detective Conan - Takuro Yoda
- Diabolik Lovers - Yuma Mukami
- Digimon Savers - Magnamon (ep 40+)
- Dream Festival! - Asuma Ogasawara(2° Temp.)
- Drifters - Naoshi Kanno
- Free! - Tachibana Makoto
- Fudanshi Kōkō Seikatsu - Yūjirō Shiratori
- Fukumenkei Noise - Eiji Mikota
- Gaiking: Legend of Daiku-Maryu - Dick Alcain
- Gakuen Alice - Estudiante Hombre B (ep 16); Subordinado de Reo D (ep 15); Yokoi (ep 6)
- Ghost in the Shell: Arise Alternative Architecture (Akira Hose)
- Gin'iro no Olynssis - Akira (ep 4)
- Gintama - Masashi
- Happiness Charge PreCure! - Kenta Yamazaki
- Inazuma Eleven GO! Galaxy - Ibuki Munemasa
- Immortal Grand Prix - Chimma
- Initial D: Fourth Stage - Saitou
- Jigoku Shōjo  -Repartidor (ep 6)
- JoJo's Bizarre Adventure: Golden Wind - Prosciutto
- Jūsō Kikō Dancouga Nova - Sakuya Kamon
- Kamen Rider: Dragon Knight - Kit Taylor/Kamen Rider Dragon Knight (Doblaje Japonés)
- Kamichama Karin - Jin Kuga
- Kashimashi: Girl Meets Girl - Yanamoto (ep 2)
- Kengan Ashura - Ōma Tokita
- Keppeki Danshi! Aoyama-kun - Yōji Orihara (ep 3)
- Kuroko no Basket - Kazunari Takao
- Kuroshitsuji - Aleister Chamber/Vizconde Druitt
- Kyōkai no Kanata - Nase Hiroomi
- Lovedol ~Lovely Idol~ - Yuuji Nishizawa
- Loveless -chicoc (ep 7); estudiante hombre (ep 3); Padre de Natsumi
- Lucky Dog 1 (CD Drama & Videojuego) - Giancarlo Bourbon del Monte
- Lupin III: Part VI - Kogoro Akechi
- Mahou Shoujo Site - Kichiro Misumi
- Maō Gakuin no Futekigōsha  - Anos Voldigoad (1° temporada) (reemplazado por Yūichirō Umehara)
- Mashiro no Oto - Rai Nagamori
- Mayoiga - Valkana
- Megalo Box - Mikio Shirato
- My-HiME - Estudiante Hombre (ep 22)
- Nana Maru San Batsu - Takumi Niina
- Nanatsu no Taizai - Ban
- Nier: Automata Ver1.1a - Eve
- Nobunagun - Jack the Ripper/Adam Muirhead
- Nodame Cantabile - Youhei Hashimoto
- Omamori Himari - Taizō Masaki
- Orenchi no Furo Jijō - Takasu
- Otome Game no Hametsu Flag Shika Nai Akuyaku Reijō ni Tensei Shiteshimatta... - Alan Stuart
- Owari no Seraph - Hīragi Shinya
- Pocket Monsters Series
  - Pokémon Advanced - Kento (ep 103)
  - Pokemon: Diamond & Pearl - Jun/Barry
  - Pokemon Journeys: The Series - Raihan (ep. 27-45)
  - Pokémon XY - Ippei
- Prince of Stride - Tasuku Senoo
- Rozen Maiden - Jugador de Baseball (ep 7); Flor (ep 4); estudiante (ep 3)
- Saint Beast: Kouin Jojishi Tenshi Tan - Pearl
- Saint Seiya Omega - Haruto de Lobo
- Saiyuki Gunluck - Castle Guard, Demon
- Sakamoto desu ga? - Yasuda
- Samurai Jam -Bakumatsu Rock- - Takasugi Shinsaku
- Scared Rider Xechs - Yousuke Christophe Komae
- Servamp - Tsubaki
- Servant × Service - Yutaka Hasebe
- Shakugan no Shana - Vine ("Ryūgan")
- Shakunetsu Kabaddi - Kyōhei Misumi
- Shūmatsu no Valkyrie - Shiva
- Shaman King (remake) - Ryo Sugimoto
- Shingeki no Kyojin - Grice (temp. 3; part. 2)
- Shuffle! - Lottery Clerk (Ep. 8)
- Solty Rei - Andy Anderson
- Somali to Mori no Kamisama - Yabashira
- Sora no Otoshimono - Eishirō Sugata
- Sword Art Online Fatal Bullet - Itsuki
- The God of High School -  Axley Ivanovic
- The New Gate - Wolfgang Estrella
- The Ones Within - Hikaru Genji
- Tight Rope - Ryūnosuke Oohara
- Tokyo Ghoul JACK - Ryou
- Tokyo Revengers - Ken "Draken" Ryuguji (temp. 1) (reemplazado por Masaya Fukunishi)
- Tonari no Kaibutsu-kun - Haru Yoshida
- Toshokan Sensō - Hikaru Tezuka
- To Aru Majutsu no Index - Ao Amai
- Tesla Note - Kuruma
- Uta no Prince-sama - Ranmaru Kurosaki
- Wan Wan Serebu Soreyuke! Tetsunoshin - Rinia
- xxxHOLiC - Hombre (ep 9)
- Yesterday wo Utatte - Kinoshita
- Yūkoku no Moriarty - Blitz Enders
- Zero no Tsukaima - Customer (ep 7); Perisson
- Mairimashita! Iruma-Kun  - Ronove Lomiere

### Videojuegos
- Arknights (Aosta)
- Bakumatsu Rock (Takasugi Shinsaku)
- Call of Duty: Modern Warfare 3 (Sandman)
- Captain Tsubasa: Dream Team (Gordoba Gonzales)
- Diabolik Lovers (Yuma Mukami)
- Gundam Breaker 3 (Will)
- JoJo's Bizarre Adventure: All Star Battle (Ghiaccio)
- JoJo's Bizarre Adventure: Eyes of Heaven (Ghiaccio)
- Fate/Grand Order (Ashwatthama)
- Final Fantasy XIV (Aymeric de Borel)
- Final Fantasy XV (Noctis Lucis Caelum)
- Nier: Automata (Eve)
- Super Robot Wars (Sakuya Kamon)
- The Seven Deadly Sins: Grand Cross (Ban)
- Uta no Prince-sama (Ranmaru Kurosaki)

### CD Drama
- Diabolik Lovers (Yuma Mukami)
- Mo Dao Zu Shi (Wei Wuxian/Gi Musen)
- Versailles no Bara (Marie-Antoinette)

### Doblaje
- 24: Legacy (Eric Carter)
- Mao Mao: Heroes of Pure Heart (Mao Mao)
- Power Rangers (Zack Taylor/Ranger Negro)
- Star Trek: Picard (Narek)

## Música
- Escribió la letra e interpretó el tema Voice, ending del anime Tide Line Blue.
- Interpretó el primer ending, Kouin Jojishi Tenshi Tan ~angel chronicles~, para la serie Saint Beast: Kouin Jojishi Tenshi Tan, junto con Takuma Terashima y Wataru Hatano.[1]
- Interpretó el segundo ending, Clear Blue Departure, de Free! - Eternal Summer junto con Nobunaga Shimazaki, Yoshimasa Hosoya, Tsubasa Yonaga, Daisuke Hirakawa, Mamoru Miyano, Kōki Miyata y Kenichi Suzumura.[2]
- El y su banda OLDCODEX interpretaron el Opening del anime SERVAMP "DEAL WITH", donde el presta su voz para el personaje de Tsubaki.
- Interpretó una versión alternativa del Opening de Maou Gakuin no Futekigousha en el episodio 4, y posteriormente en el episodio 13 (episodio final).